# 艾哈迈德·塔茹季诺夫
艾哈迈德·穆罕默多维奇·塔茹季诺夫（俄语：Ахмед Магомедович Тажудинов，2003年1月25日—），俄罗斯、巴林男子摔跤运动员，2023年亚洲摔跤锦标赛男子自由式97公斤级金牌得主、2023年世界摔跤锦标赛男子自由式97公斤级金牌得主、2022年亚洲运动会男子自由式97公斤级金牌得主。